# John McSweeney junior
John McSweeney junior (* 26. August 1915 in New York City; † 19. Mai 1999 in Redondo Beach, Kalifornien) war ein US-amerikanischer Filmeditor.

## Leben
McSweeney war in den Jahren 1952 bis 1986 als eigenständiger Editor an rund 60 Produktionen beteiligt. Ab 1971 war er vor allem für Fernsehfilme und einige Serien tätig.
Für seine Arbeit an Meuterei auf der Bounty war McSweeney 1963 in der Kategorie Bester Schnitt für den Oscar nominiert. Zudem erhielt er eine Nominierung für den Eddie Award.

## Filmografie (Auswahl)
- 1952: Männer machen Mode (Lovely to Look At)
- 1952: Die goldene Nixe (Million Dollar Mermaid)
- 1953: Overture to The Merry Wives of Windsor
- 1953: Die Wasserprinzessin (Dangerous When Wet)
- 1956: Diane – Kurtisane von Frankreich (Diane)
- 1958: Babys auf Bestellung (The Tunnel of Love)
- 1958: Das Mädchen aus der Unterwelt (Party Girl)
- 1960: Meisterschaft im Seitensprung (Please Don’t Eat the Daisies)
- 1961: Geh nackt in die Welt (Go Naked in the World)
- 1962: Meuterei auf der Bounty (Mutiny on the Bounty)
- 1963: Eine kitzlige Sache (A Ticklish Affair)
- 1964: Tolle Nächte in Las Vegas (Viva Las Vegas)
- 1965: Nebraska
- 1965: Goldfalle (The Money Trap)
- 1966: Spion in Spitzenhöschen (The Glass Bottom Boat)
- 1969: Hail, Hero!
- 1972: Rabbits (Night of the Lepus)
- 1976: The Boy in the Plastic Bubble
- 1980–1986: Trapper John, M.D. (Fernsehserie)